# 色莱基语
色莱基语（色莱基语：سرائیکی Sarā'īkī），也叫西莱基语，是印度-雅利安语支，兰达语群下的一门语言。色莱基语主要使用语巴基斯坦的旁遮普省。色莱基语能在一定程度上与标准旁遮普语交流。

## 书写系统
色莱基语使用以阿拉伯字母为基础的乌尔都字母书写。